# 2625 Jack London
2625 Jack London eller 1976 JQ2 är en asteroid i huvudbältet som upptäcktes den 2 maj 1976 av den rysk-sovjetiske astronomen Nikolaj Tjernych vid Krims astrofysiska observatorium på Krim. Den har fått sitt namn efter den amerikanske författaren Jack London.